# Alien Storm
Alien Storm (エイリアンストーム? "tempesta aliena") è un videogioco arcade picchiaduro a scorrimento, con alcune fasi sparatutto, pubblicato nel 1990 da SEGA. Nel 1991 venne pubblicato per le console Sega Mega Drive e Sega Master System dalla SEGA e per gli home computer Amiga, Amstrad CPC, Atari ST, Commodore 64 e ZX Spectrum dalla U.S. Gold.
Il videogioco ha una tematica fantascientifica classica, con alcuni elementi umoristici e anche splatter. I protagonisti devono combattere a piedi, usando armi a corto raggio, contro mostruosi alieni che hanno invaso New York, la loro città.
Il gameplay presenta somiglianze con Golden Axe, mentre l'ambientazione e i protagonisti con Alien Syndrome, due titoli SEGA precedenti.
Il gioco per Mega Drive emulato è stato distribuito tramite Virtual Console per Wii e su Steam per Microsoft Windows, Linux e Macintosh. Il titolo è inoltre incluso nella raccolta Sega Mega Drive Ultimate Collection per Xbox 360 e PlayStation 3.

## Trama
Un uomo, una donna e un robot, membri della squadra speciale Alien Busters - celata dietro la loro attività di ristoratori ambulanti a New York - stanno preparando come di consueto panini e hamburger sul loro furgoncino, quando ad un tratto ricevono l'ordine di eliminare i mostruosi extraterrestri che con le loro due astronavi hanno invaso la città. Gordon, l'uomo, è un giovane dal fisico atletico ed è armato con una pistola elettrica; il robot, Scooter (Slammer sul manuale americano), è munito di una frusta elettrica;  Karla, la donna, è in tuta gialla e usa un lanciafiamme.
Dopo aver lottato attraverso scenari di ambientazione prevalentemente metropolitana, gli eroi abbattono una delle due astronavi; uccidono poi tutti gli alieni che la pilotavano, ma inaspettatamente vengono catturati dagli invasori superstiti, che li rinchiudono nell'altra astronave e li portano nello spazio. A questo punto i tre protagonisti dovranno riuscire a scovare il capo degli alieni, boss finale del gioco, che ha l'aspetto di un gigantesco cervello provvisto di occhio.
Una volta distrutto il mostro (e con lui anche la seconda astronave) appariranno sequenze animate in cui gli Alien Busters e gli altri personaggi del gioco, umani e nemici, partecipano a vari siparietti comici; infine ciascun personaggio giocante riceve un voto da una giuria composta da altri personaggi dell'universo SEGA, tra cui Gilius Thunderhead, il nano di Golden Axe.

## Modalità di gioco
L'azione si svolge per diversi livelli, in numero variabile a seconda delle versioni. Possono partecipare uno o due giocatori in cooperazione; il gioco arcade è uscito anche, fuori dal Giappone, in versioni che supportano tre giocatori in simultanea, mentre nella conversione Master System è supportato solo il singolo. Gli eroi intraprendono un lungo percorso comprendente le strade e gli interni di alcuni edifici della metropoli cercando di salvare il maggior numero di persone in pericolo, fino a raggiungere le due astronavi per causarne quindi la distruzione. 
Alien Storm è per buona parte un picchiaduro a scorrimento orizzontale verso destra. Il personaggio giocante può muoversi in tutte le direzioni, attaccare a corto raggio, effettuare la corsa in combinazione con un salto o un attacco, oppure compiere un balzo in avanti eventualmente combinabile con un attacco. Il metodo di attacco di base cambia automaticamente in base alla situazione; l'eroe sparerà ad esempio verso il basso se un nemico gli striscia davanti.
Quando però l'azione si sposta negli edifici occupati dagli alieni, il gioco diventa uno sparatutto in prima persona con visuale fissa o a lento scorrimento automatico laterale, nello stile di Operation Wolf. Tale configurazione caratterizza pure la battaglia che avviene nella carcassa della prima astronave, nonché due degli scontri ingaggiati sull'altra, tra cui l'atto conclusivo. Ci sono inoltre fasi in cui il gioco assume le impostazioni di uno sparatutto a scorrimento, con i protagonisti che corrono in modo continuo e sparano verso destra, potendo anche saltare: è tra l'altro in una di esse che si ha lo scontro con la prima astronave.
I tre personaggi giocanti sono tutti dotati di un attacco speciale, cui possono ricorrere un numero limitato di volte per danneggiare ed eventualmente eliminare all'istante tutti i nemici presenti, ma solo nelle fasi picchiaduro: Gordon fa intervenire un apparecchio della U.S. Air Force, che passerà velocemente bombardando gli alieni; Scooter si autosmembra in modo tale da colpire gli extraterrestri coi suoi stessi pezzi per poi ricomporsi; Karla dirige sugli invasori un missile balistico.
Si dispone di una barra dei punti ferita. Completando un livello la barra vitale tornerà piena; recuperi parziali sono possibili dopo aver eliminato determinati nemici. Ma c'è anche un'altra barra, quella del caricatore: le munizioni dei tre eroi infatti non sono illimitate ed essi durante lo svolgimento del gioco dovranno fare rifornimento raccogliendo ricariche per non restare disarmati. Anche l'utilizzo dell'attacco speciale si ripercuote su questa seconda barra.
I nemici sono creature viscide e mostruose di vario genere, che attaccano perlopiù corpo a corpo con tentacoli ed elementi simili. Nei primi livelli del gioco molti alieni si nascondono sotto cassette postali, bidoni e cabine telefoniche, mentre altri appaiono inizialmente con un aspetto umanoide, mischiandosi ai terrestri in fuga, per poi rivelare le vere forme. Il numero dei boss varia in base alle versioni.
Nella versione Mega Drive sono disponibili modalità di gioco aggiuntive. In giocatore singolo si può optare per il "duello", affrontando nove mostri in successione. In due giocatori ci si può affrontare in modalità competitiva, in una battaglia uno contro uno a tre round.

## Colonna sonora
I temi musicali dell'arcade sono stati composti da Keisuke Tsukahara, qui accreditato come "Juuou Tsukachan", e sono stati anche pubblicati nell'album Hyper Drive G.S.M. SEGA 4.